# 55676 Klythios
55676 Klythios è un asteroide troiano di Giove del campo troiano. Scoperto nel 1971, presenta un'orbita caratterizzata da un semiasse maggiore pari a 5,2356895 UA e da un'eccentricità di 0,0394749, inclinata di 11,81748° rispetto all'eclittica.
L'asteroide è dedicato a Clizio, membro del consiglio degli anziani di Troia.